# Bahatîrka, Stavîșce
Bahatîrka (în ucraineană Багатирка) este un sat în comuna Ivanivka din raionul Stavîșce, regiunea Kiev, Ucraina.

## Demografie
Componența lingvistică a localității Bahatîrka
     Ucraineană (98,97%)
     Rusă (1,03%)
Conform recensământului din 2001, majoritatea populației localității Bahatîrka era vorbitoare de ucraineană (98,97%), existând în minoritate și vorbitori de rusă (1,03%).